# La mesías
La mesías és una sèrie espanyola de televisió de pagament de thriller i drama creada, escrita i dirigida per Javier Ambrossi i Javier Calvo per a Movistar Plus+. És protagonitzada per un repartiment coral liderat per Macarena García, Roger Casamajor, Lola Dueñas, Ana Rujas, Carmen Machi, Albert Pla, Amaia, Cecilia Roth, Nora Navas, Rossy de Palma, Aixa Villagrán i Gracia Olayo, entre altres actors. La seva estrena mundial fou en el Festival Internacional de Cinema de Sant Sebastià el 28 de setembre de 2023, i després es va estrenar al públic a Movistar Plus+ l'11 d'octubre de 2023.

## Sinopsi
Tot parteix d'un vídeo viral d'un grup de música pop cristiana format per cinc germanes, el qual impacta en la vida d'Enric, un home turmentat per una infantesa marcada pel fanatisme religiós i el jou d'una mare amb deliris messiànics. La mesias és un thriller familiar que parla de la superació del trauma, de la fe com a eina per omplir el buit i de l'art com a única via d'escapada de la por.
La mesias és un thriller familiar que explora temàtiques com el trauma, el valor de l'art en la gestió de les emocions i el fanatisme religiós. El protagonista es diu Enric i és el fil conductor de la història.

## Repartiment

### Principal
- Roger Casamajor com a Enric / Isaías (capítol 1 - capítol 2; capítol 4 - capítol 7)
- Macarena García com a Irene / Resurrección (capítol 1 - capítol 2; capítol 4 - capítol 7)
- Ana Rujas[a] com a Montserrat Baró (jove) (capítol 1 - capítol 3; capítol 7)
- Lola Dueñas[a] com a Montserrat Baró (adulta) (capítol 3 - capítol 5; capítol 7)
- Carmen Machi com a Montserrat Baró (vella) (capítol 6 - capítol 7)
- Bruno Núñez[a] com a Enric (nen) / Isaías (capítol 1 - capítol 3; capítol 7)
- Carla Moral com a Irene (nena) / Resurrección (capítol 1 - capítol 3)
- Biel Rossell Pelfort[b] com a Enric (adolescent) (capítol 1 - capítol 5)
- Gracia Olayo com a María Rosa Puig Pelfort (capítol 1 - capítol 2; capítol 5; capítol 7)
- Javier Beltrán[c] com a Ricardo (capítol 1 - capítol 2; capítol 4 - capítol 5; capítol 7)
- Ángeles Ortega com a Lola (capítol 1)
- Lluc Jornet Ainete com a Xavi (nen) (capítol 1)
- Eric Balbàs[d] com a Alfonso (capítol 1; capítol 7)
- Amaia com a Cecilia Puig Baró (capítol 1 - capítol 2; capítol 5 - capítol 7)
- Albert Pla com a Pep Puig Pelfort (capítol 2 - capítol 7)
- Betsy Túrnez com a Laia Baró (capítol 2)
- Carla Díaz com a Lara (capítol 2)
- George Steane com a Joan (capítol 2)
- Albert Pérez com a Albert Sellarés (capítol 2)
- Irene Balmes[e] com a Irene (adolescent) / Resurrección (capítol 1 - capítol 5)
- Iona Roig[e] com a Cecilia Puig Baró (capítol 1 - capítol 5)
- Sara Martínez[e] com a Aina Puig Baró (nena) (capítol 1; capítol 3 - capítol 5)
- Arlet Zafra[e] com a Julia Puig Baró (nena) (capítol 1; capítol 3 - capítol 5)
- Joana Buch[e] com a Neus Puig Baró (nena) (capítol 1; capítol 3 - capítol 5)
- Ninoska Linares[e] com a Beth Puig Baró (nena) (capítol 1; capítol 3 - capítol 5)
- Mariona Terés com a coordinadora de festival catòlic (capítol 4)
- Nacho Vigalondo com a Bertín Monsalve (capítol 4 - capítol 5)
- Vicenta Ndongo com a Claudia Albéniz (capítol 4 - capítol 5)
- Carla Linares[f] com a Greta (capítol 1 - capítol 2; capítol 5; capítol 7)
- Cristina Rueda[g] com a Aina Puig Baró (jove) (capítol 1 - capítol 2; capítol 5 - capítol 7)
- Mabel Olea[g] com a Julia Puig Baró (jove) (capítol 1 - capítol 2; capítol 5 - capítol 7)
- Valeria Collado[g] com a Neus Puig Baró (jove) (capítol 1 - capítol 2; capítol 5 - capítol 7)
- Ània Guijarro[g] com a Beth Puig Baró (jove) (capítol 1 - capítol 2; capítol 5 - capítol 7)
- Sara Roch[g] com a Nora Puig Baró (jove) (capítol 1 - capítol 2; capítol 5 - capítol 7)
- Teresa Suquet com a Tere (capítol 7)
- Daniela Santiago com a membre de Wonderland (capítol 7)

amb la col·laboració especial de
- Cecilia Roth com Alicia (capítol 1; capítol 7)
- Nora Navas com Vicky (capítol 2)
- Rossy de Palma com Laia Baró (vella) (capítol 2)
- Aixa Villagrán com María Rosa Puig Pelfort (jove) (capítol 1; capítol 3 - capítol 5)
- Mari Paz Sayago com a Prudència "Pruden" Díaz (capítol 4)
- Laia Marull com Betlem (capítol 7)

### Recurrents
- Boré Buika com Francesc (capítol 1 - capítol 2; capítol 5; capítol 7)
- Lola Majoral com Evarista "Eva" (capítol 1 - capítol 2; capítol 5; capítol 7)
- Nicolau Arboix com a Àlien (capítol 1 - capítol 2; capítol 7)
- Pepa Salazar com a Dissenyadora (capítol 1 - capítol 2; capítol 5)
- Mercè Pons com Patricia (modista) (capítol 1 - capítol 2; capítol 5)

Notes
1. 1 2 3  Ana Rujas, Lola Dueñas i Bruno Núñez són acreditats com a secundaris en el setè capítol.
2. ↑  Biel Rossell Pelfort és acreditat com a secundari en el segon capítol.
3. ↑  Javier Beltrán és acreditat com a recurrent en el primer capítol.
4. ↑  Eric Balbàs apareix al capítol 7 però no és acreditat.
5. 1 2 3 4 5 6  Irene Balmes, Iona Roig, Sara Martínez, Arlet Zafra, Joana Buch i Ninoska Linares només són acreditades com a principals a partir del tercer capítol.
6. ↑  Carla Linares és acreditada com a principal en el cinquè capítol.
7. 1 2 3 4 5  Cristina Rueda, Mabel Olea, Valeria Collado, Ània Guijarro i Sara Roch són acreditades com a principals en el sisè capítol.

## Capítols
| Núm. (sèrie) | Nom                                          | Direcció                       | Escrit                                          | Data d'emissió         |
| ------------ | -------------------------------------------- | ------------------------------ | ----------------------------------------------- | ---------------------- |
| 1            | «Montserrat»                                 | Javier Ambrossi i Javier Calvo | Javier Ambrossi i Javier Calvo                  | 11 d'octubre de 2023   |
| 2            | «Resurrección»                               | Javier Ambrossi i Javier Calvo | Javier Ambrossi i Javier Calvo                  | 11 d'octubre de 2023   |
| 3            | «Cantando bajo la lluvia»                    | Javier Ambrossi i Javier Calvo | Javier Ambrossi i Javier Calvo                  | 18 d'octubre de 2023   |
| 4            | «Instrucciones divinas para salvar el mundo» | Javier Ambrossi i Javier Calvo | Javier Ambrossi, Javier Calvo i Nacho Vigalondo | 25 d'octubre de 2023   |
| 5            | «Una mujer vestida de sol»                   | Javier Ambrossi i Javier Calvo | Javier Ambrossi, Javier Calvo i Carmen Jiménez  | 2 de novembre de 2023  |
| 6            | «La cara de mi madre»                        | Javier Ambrossi i Javier Calvo | Javier Ambrossi i Javier Calvo                  | 9 de novembre de 2023  |
| 7            | «Wonderland»                                 | Javier Ambrossi i Javier Calvo | Javier Ambrossi i Javier Calvo                  | 16 de novembre de 2023 |

## Producció
El 5 de maig de 2022, Movistar Plus+ va anunciar que estava desenvolupant una nova sèrie, titulada La Mesías, amb Javier Ambrossi i Javier Calvo. El rodatge de la sèrie va començar a l'agost de 2022 a Catalunya. El seu repartiment coral, liderat per Roger Casamajor, Macarena García, Lola Dueñas, Carmen Machi, Ana Rujas, Albert Pla, Biel Rossell i Cecilia Roth i que inclou a la cantant Amaia en el seu debut en l'actuació, va ser confirmat al setembre de 2022. El rodatge de la sèrie va concloure al maig de 2023.

### La tecnologia i l'ús de la IA
La sèrie fa ús de la tecnologia en noves variants com amb un tractament del so que inclou efectes VFX gràcies a l'estudi Entropy i Do Posproduction.
Una de les coses més sorprenents és l'ús de la Intel·ligència Artificial per a realitzar una de les escenes. Es tracta d'una escena del capítol 4, en la qual Irene, interpretada per l'actriu Macarena García, es troba en una rave i es droga amb "ketamina". A partir d'aquí, comença una seqüència en la qual el fons, les persones que envolten a Irene i la pròpia protagonista es deformen, es distorsionen, es transformen en altres persones o objectes… La Intel·ligència Artificial utilitzada per a reflectir tot el que transita el personatge en aquest moment de la sèrie es diu Controlnet. Amb ella van buscar trobar l'efecte anomenat “Uncanny Valley” coses que semblen humanes, però no ho són.Aquest efecte intenta creuar el límit de l'irreal cap al real. D'aquesta manera van aconseguir retratar el sentiment d'ansietat i raresa que sent la protagonista i que es trasllada també als espectadors. El procés va ser complex, ja que calia retallar a Macarena enlairant-la del fons, per a aconseguir que a vegades es transformés només el fons i altres vegades es transformés també l'actriu, i així poder crear una narració.  

## Llançament
Al setembre de 2023, Movistar Plus+ va treure els pòsters de La Messies i va programar la seva estrena per a l'11 d'octubre de 2023 amb els seus dos primers capítols, per a després treure la resta de forma setmanal. També es va anunciar que la sèrie tindria la seva estrena mundial en el Festival Internacional de Cinema de Sant Sebastià el 29 de setembre de 2023.

## Recepció

### Reacció de Flos Mariae
Al setembre de 2022, el grup de pop cristià espanyol Mariah's Pop, successora de Flos Mariae, va carregar contra la sèrie, acusant Ambrossi i Calvo d'haver usat el nom de les Flos Mariae" per a promocionar la sèrie i que estan en contra que s'usi el nom de Flos Mariae per a donar a conèixer la sèrie", anunciant que demandaran als Javis "en cas que mitjançant la sèrie es cometi un delicte d'injúries contra el nostre dret a l'honor".